# Liévin Danel
Liévin Danel, né le 26 novembre 1903 à Lille et mort le 2 janvier 1970 à Loos, est un homme politique français élu député du Nord à trois reprises dans la troisième circonscription. Au cours de sa carrière politique, il est également conseiller municipal de Lille durant plusieurs années.

## Biographie
Né le 26 novembre 1903 à Lille, Liévin Danel est issu d'une famille d'industriels du Nord, les Bigo-Danel. Travaillant initialement dans l'imprimerie familiale, Danel entame une carrière politique lors des années 1950 dans les mouvements gaullistes. Il devient conseiller municipal de Lille sous la bannière du RPF en 1953. Dans la majorité de René Gaifie jusqu'en 1955, il est ensuite dans l'opposition à Augustin Laurent.
Danel, qui siège aux instances nationales de l'UNR puis de l'UDR, devient député député du Nord en 1962 dans la troisième circonscription. Il succède à ce poste à Léon Delbecque qui avait pris ses distances avec le mouvement gaulliste en raison de ses convictions pro-Algérie française. Réélu à deux reprises, Danel meurt d'une crise cardiaque au cours de son troisième mandat. Son suppléant Alain Le Marc'hadour lui succède alors.